# Cryphia fulvifusa
Cryphia fulvifusa är en fjärilsart som beskrevs av George Francis Hampson 1911. Cryphia fulvifusa ingår i släktet Cryphia och familjen nattflyn. Inga underarter finns listade i Catalogue of Life.